# Anabaszisz (Xenophón)
Anabaszisz (görög írással Aνάβασις, magyarul "felvonulás" vagy "előrenyomulás") a görög hadvezér és történetíró Xenophón egyik leghíresebb műve, amely teljes terjedelmében fennmaradt.
A történet az ifjabb Kürosz sikertelen hadjáratáról szól bátyja, II. Artaxerxész perzsa nagykirály ellen, illetve zömben görög zsoldoscsapata, a Tízezrek híressé vált vándorlásáról. A hadjáratban és a vándorlásban Xenophón maga is részt vett, sőt a vándorlás közben a Tízezrek egyik vezetője volt. Önmagáról egyes szám harmadik személyben beszélt, a történetmondás új módszerét honosítva meg. 

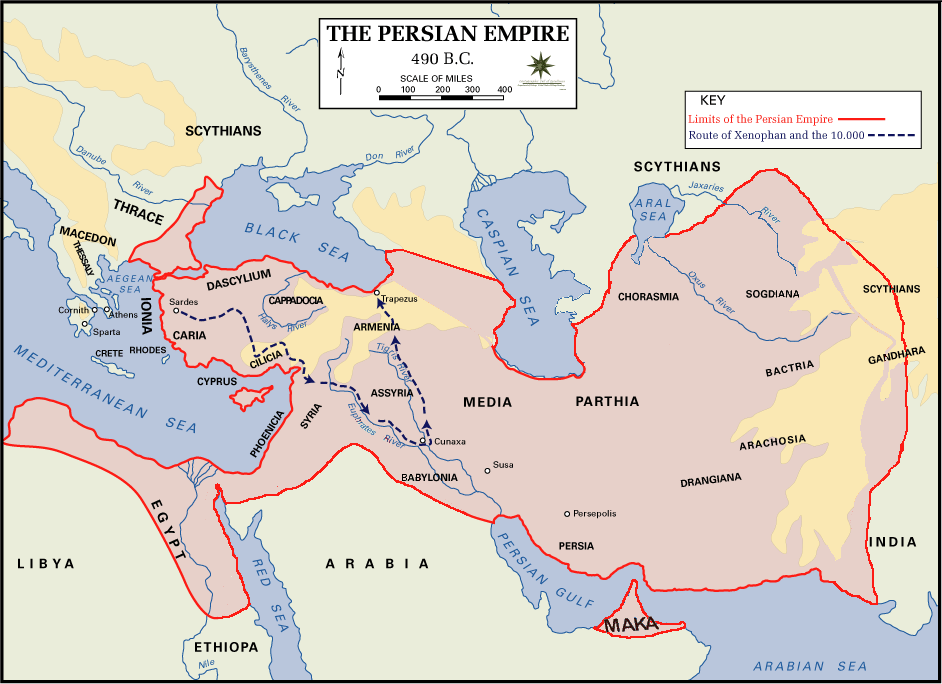
Xenophón és a tízezrek útja (a térkép a Perzsa Birodalom korábbi Kr. e. 490-es kiterjedését mutatja.)

A hadjárat azért lett sikertelen, mert ugyan – Xenophón szerint a görög zsoldosoknak köszönhetően – Kr. e. 401-ben a trónkövetelő Kürosz megnyerte a kunaxai csatát Babilon közelében, de ő maga életét vesztette az ütközetben és ezzel a hadjárat elvesztette értelmét. Tisszaphernész satrapa ráadásul hitszegően megölette Klearkhosz spártai hadvezért és a görögök vezetői közül a legtöbbet. A sereg, nem kis részben Xenophón rábeszélésének engedve, úgy döntött, hogy nem hisz a perzsák szavának és nem adja meg magát, hanem a rövidebbnek és biztonságosabbank gondolt úton, észak felé elhagyja a perzsák birodalmát. 
A Fekete-tenger délkeleti partjaira vezető útján a sereg teljesen magára volt hagyatva Anatólia fennsíkja ellenséges területein, kapcsolatuk nem volt az anyafölddel és utánpótlásuk sem, csak amit útközben tudtak elvenni, vagy – ha piacot nyitottak nekik és pénzük is volt – vásárolni. A hosszú, veszélyes és fáradságos vonulás után a tízezrek a Madur hegyről pillantották meg a tengert. Ekkor hangzott el a híres örömkiáltás: "thalatta, thalatta" („a tenger, a tenger”). Még ezután is sokáig tartott és sok viszontagságot követelt, hogy hazaérjenek, innen viszont már hajóval hírnököt küldhettek, hogy segítséget kérjenek a hazai földről.
Az Anabasziszban Xenophón tanácsadójaként feltűnik Szókratész is és kiderül, hogy nagy tisztelője volt a delphoi jóshelynek.

## Kulturális jelentősége
Az Anabaszisz az ógörögöt tanulók egyik első klasszikus olvasmánya, amire tiszta, cicomázatlan stílusa teszi alkalmassá (hasonlóan a latinban Caesar Commentarii de bello Gallico című művéhez).
A thalatta kiáltást Jules Verne idézi Utazás a Föld középpontja felé regényében, amikor hősei felfedezik a földalatti óceánt, s Kosztolányi Dezső is megemlékezik róla Esti Kornél ciklusának harmadik darabjában.
Az Anabasziszt dolgozta fel Sol Yurick The Warriors című regénye, illetve az utóbbi alapján készült, azonos című 1979-ben készült Walter Hill-film. Ilyen feldolgozás Michael Curtis Ford A Tízezrek című regénye is.

## Magyar kiadásai
- Cyrus hadjárata vagy anabasisa; ford., bev., jegyz. Télfy János; Lampel, Pest, 1856
- Chrestomathia. Cyropaedia / Anabasis / Sokrates nevezetességei; ford. V. Horváth Zsigmond, jegyz. Schenkl Károly; Lampel, Pest, 1867
- Chrestomathia. Xenophon Cyropaediája, Anabasisa és Socrates nevezetességeiből; jegyz., szótár Schenkl Károly, ford. V. Horváth Zsigmond; 2. jav., bőv. kiad.; Lampel, Bp., 1874
- Anabaszisz. A tízezrek hadjáratának története; ford. Fein Judit, utószó Szepessy Tibor, jegyz. Kerényi Károlyné; Európa, Bp., 1968
- Kürosz nevelkedése / Anabázis. Szerk.: Fein Judit. Bibliotheca Classica sorozat. Európa Könyvkiadó. Budapest, 1979. (a katalógusokban formailag hibás ISBN-nel szerepel) ISBN 963 07 1478 5, helyes ISBN 963-07-1479-5
- Xenophón történeti munkái. Szerk.: Németh György. Sapientia Humana Sorozat. Osiris Kiadó. Budapest, 2003. ISBN 9789633891193
- Online elérhetősége: Magyar Elektronikus Könyvtár